# Гецзаошань
Гецзаошань (кит. трад. 閣 皂 山, спр. 阁 皂 山, піньїнь Gezao Shan) — гора в китайській провінції Цзянсі, на якій розташований однойменний даоський храмовий комплекс школи Лінбао. Гецзаошань знаходиться в міському повіті Чжанши (樟树 市) у складі округу Їчунь.
Гецзаошань є центром школи Лінбао. Традиція вважає що саме тут, на східному піку гори в храмі Воюнь патріарх Ге Сюань встановив вівтар і піч, виплавив золотий еліксир, знайшов безсмертя і вознісся на Небо. Гора входить до списку 72 «щасливих місць» даоської традиції.
В епоху Шести династій тут було засновано чотири жіночих монастиря. Розквіт гори Гецзаошань настав у сунську епоху, коли гора потрапила під особливе заступництво імператорів, громада складалася з 1500 будинків і 500 даосів (близько 1000 року). В цей час гора отримала особливі привілеї для ординації вищого духовенства. Період розквіту протримався майже до кінця династії Юань, однак дуже постраждав під час громадянської війни. Надалі храмовий комплекс поступово занепадав, а в XX столітті став майже порожнім, хоча за часів республіки робилися спроби реконструкції.
Головний храм Чунчженьгун засновано в 712 році.
Патріархи школи Лінбао продовжували свою діяльність також у мінську епоху, однак близькість потужного храмового центру Лунхушань привели до втрати популярності гори.
Після 1991 р. храми гори стали реконструюватися.

## Ресурси Інтернету
- Gezao Shan [Архівовано 11 липня 2007 у Wayback Machine.]

## Виноски
1. ↑  Mt. Gezao FYSK Daoist Culture Centre Database. Архів оригіналу за 16 жовтня 2014. Процитовано 22 вересня 2014.
2. 1 2  Pregadio p.447
3. ↑  Pregadio. — Р. 448